# Dipetalogaster
Dipetalogaster is een geslacht van wantsen uit de familie van de Reduviidae (Roofwantsen). Het geslacht werd voor het eerst wetenschappelijk beschreven door Robert Leslie Usinger in 1939.

## Soorten
Het genus is monotypisch en bevat alleen de volgende soort:

- Dipetalogaster maxima (Uhler, 1894)